# 千住宿

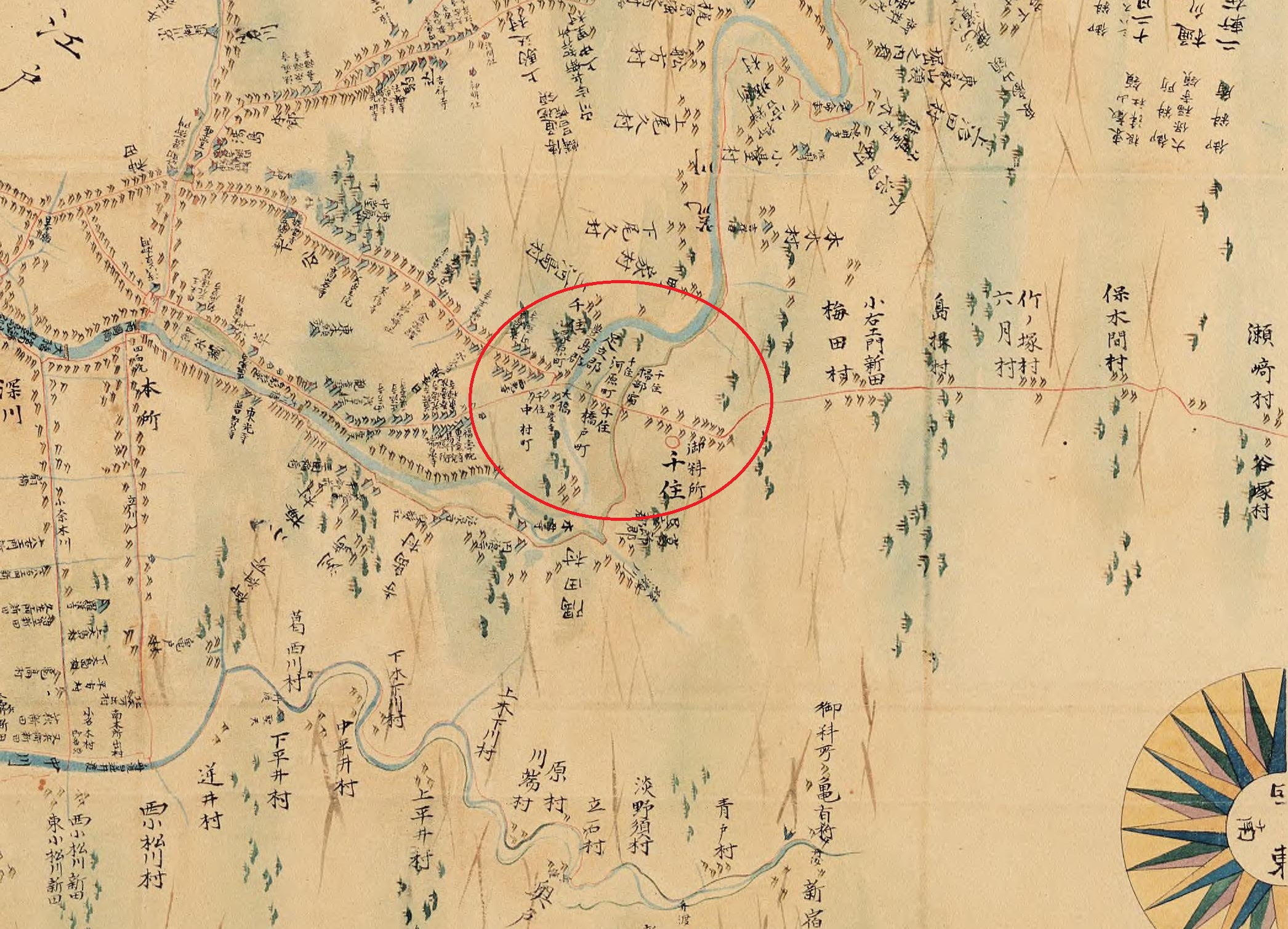
千住宿の位置

千住宿（せんじゅしゅく、せんじゅじゅく）は、日光街道（正式には日光道中）および奥州街道（正式には奥州道中）の日本橋から1番目の宿場町で、江戸四宿の一つである。
武蔵国足立郡・豊島郡の荒川（現隅田川）曲流部で海抜2メートル前後の沖積低地上、荒川に架けられた千住大橋沿い、隅田川両岸に設置され、南北に延びる奥州街道・日光街道に沿って形成された宿場町である。日光街道および奥州街道の初宿で、水戸街道と下妻街道がここから分岐していた。現在の東京都足立区千住一丁目 - 五丁目、千住仲町、千住橋戸町、荒川区南千住に相当する（現在の状況は、足立区千住、荒川区南千住を参照）。
文禄3年（1594年）隅田川に千住大橋が架けられ、五街道の整備が進められると、慶長2年（1597年）に奥州街道・日光街道の宿駅に指定された。
千住は、奥州街道・日光街道と荒川が千住大橋にて交差し、荒川・隅田川・綾瀬川が付近で合流しており運輸・交通の便に有効な場所であったことから、隅田川で千住大橋沿いに橋戸河岸が置かれていた。千住河原町に設置されていた千住青物市場（やっちゃ場）は御用市場となった。千住は江戸に物資を運び込むための中継地点としても発展した。千住宿は岡場所としても発展した。また、千住宿近隣には行楽地が出現し浮世絵や絵画に描かれている。そして、千住宿の南の町小塚原町には江戸北の刑場として、小塚原刑場が置かれている。
東海道の品川宿、中山道の板橋宿、甲州街道の内藤新宿と並んで江戸四宿と呼ばれていたが、明治4年（1872年）に助郷制度・伝馬制廃止に伴い廃止された。

## 沿革

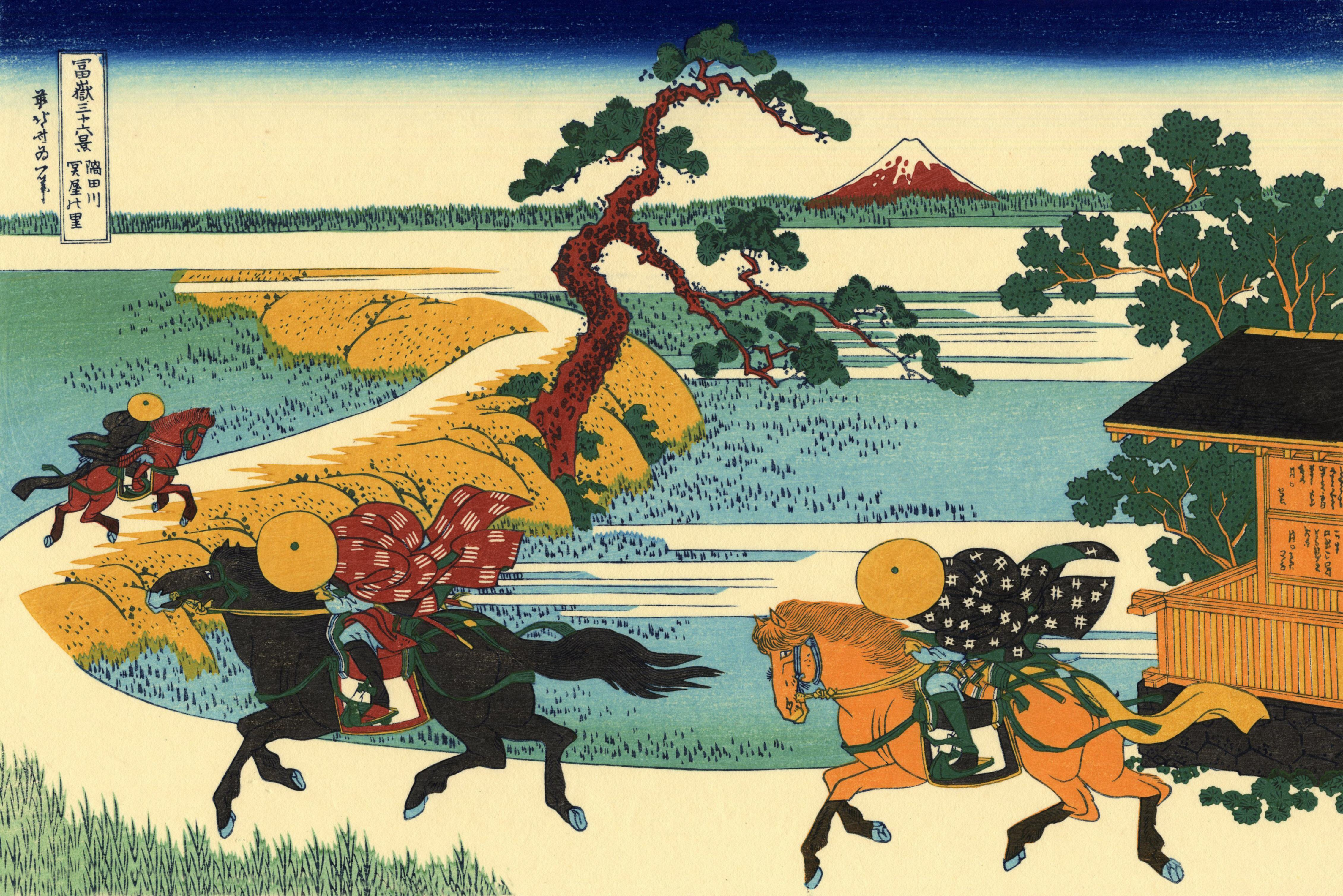
葛飾北斎『富嶽三十六景 隅田川関屋の里』元和2年（1616年）。石出掃部介の新田開発によって築かれた掃部堤（かもんづつみ）の上を走っている様子が描かれている。

### 背景
千住の地名の由来は数説ある。一つに、新井兵部政勝が開基となり、勝専社専阿上人を開山として文応元年（1260年）草創された勝専寺 の寺伝によれば、嘉暦2年（1327年）に新井図書政次が荒川（現隅田川を指す。以下荒川と記述）で網で千手観音像を拾い、この地を千手と呼んだことに由来するという。この像は息子でありこの寺の開基でもある新井兵部政勝によって同寺に移安されたとしている。また、足利義政の愛妾千寿の出生地であったからという説や、その他千葉氏が住んでいた地域であったからという説がある。
荒川北岸部の足立郡千住村は、古くから水上交通の要所とされていた。室町時代、幕府方、山内・扇谷上杉方、鎌倉公方（古河公方）が争い戦国時代の遠因の一つとなった享徳の乱（1455年 - 1483年）で下総千葉氏により下総国を追われた武蔵千葉氏は武蔵石浜城から拠点を移し、この地を支配していたという。千住の近隣にある中曽根神社（本木）は、当時千葉自胤が淵江郷入りした時に築かれた淵江城であったとも言われている。

### 開発
五街道の整備と千住大橋の架橋

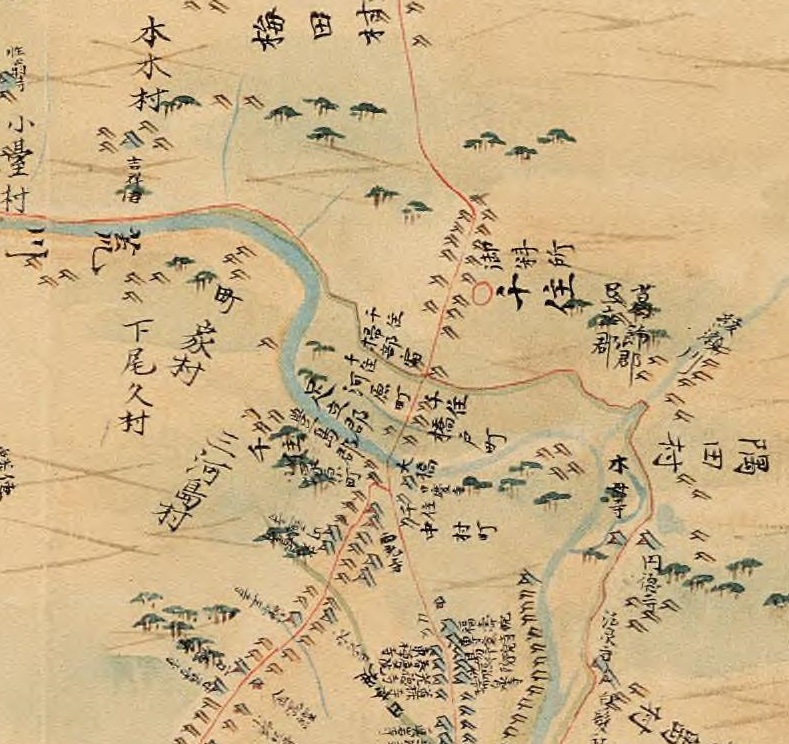
足立郡から豊島郡まで伸びる千住宿が確認できる。大日本沿海輿地全図より。

五街道（日光街道・奥州街道・東海道・中山道・甲州街道）の整備に伴い、千住宿は日光・奥州街道の初宿に指定された。天正18年（1590年）小田原征伐後、徳川家康が関東移封となり江戸城に入城した。五街道の整備が進められた。
文禄3年（1594年）荒川に千住大橋が架けられると、この地域は急速に発展した。江戸幕府は、江戸城を中心とした関八州（武蔵・相模・上総・下総・安房・上野・下野・常陸8か国）へ入る諸街道の渡には、千住大橋などを除いて架橋を許されなかった。千住宿の開発は、交通量の増大により宿場町と共に町域の拡大がすすめられた。荒川に千住大橋がかけられ、千住の地は江戸（日本橋）から2里、奥州・水戸両街道の江戸への出入り口の関門として急速に発達した。
千住宿の指定
千住宿は、元の千住町が千住一～五丁目に分けられて本宿とされ、はじめに追加された千住掃部宿・千住河原町・千住橋戸町3町は新宿（本宿・新宿は足立郡）、そして最後に追加された荒川対岸にあった中村町・小塚原町の2町（豊島郡）は南宿（下宿）と呼ばれた。
慶長2年（1597年）には人馬継立の地に指定され千住町とされた。その後、寛永2年（1625年）に五街道の整備によって日光・奥州両街道の初宿に指定され、地子免除の代わりに伝馬役・歩行役を負担することとなった。交通量増大により千住宿はその後も町域が広がり、『千住旧考録』によると石出掃部介の新田開発によって元和2年（1616年）に掃部堤（）が築かれ、万治元年（1658年）に隣接する掃部宿（）・河原町（）・橋戸町（）が開発された。その2年後には荒川対岸の豊島郡側の万治3年（1660年）に千住大橋南側の小塚原町（）・中村町（）が宿場に加えられた。

### 繁栄
千住宿の賑わい

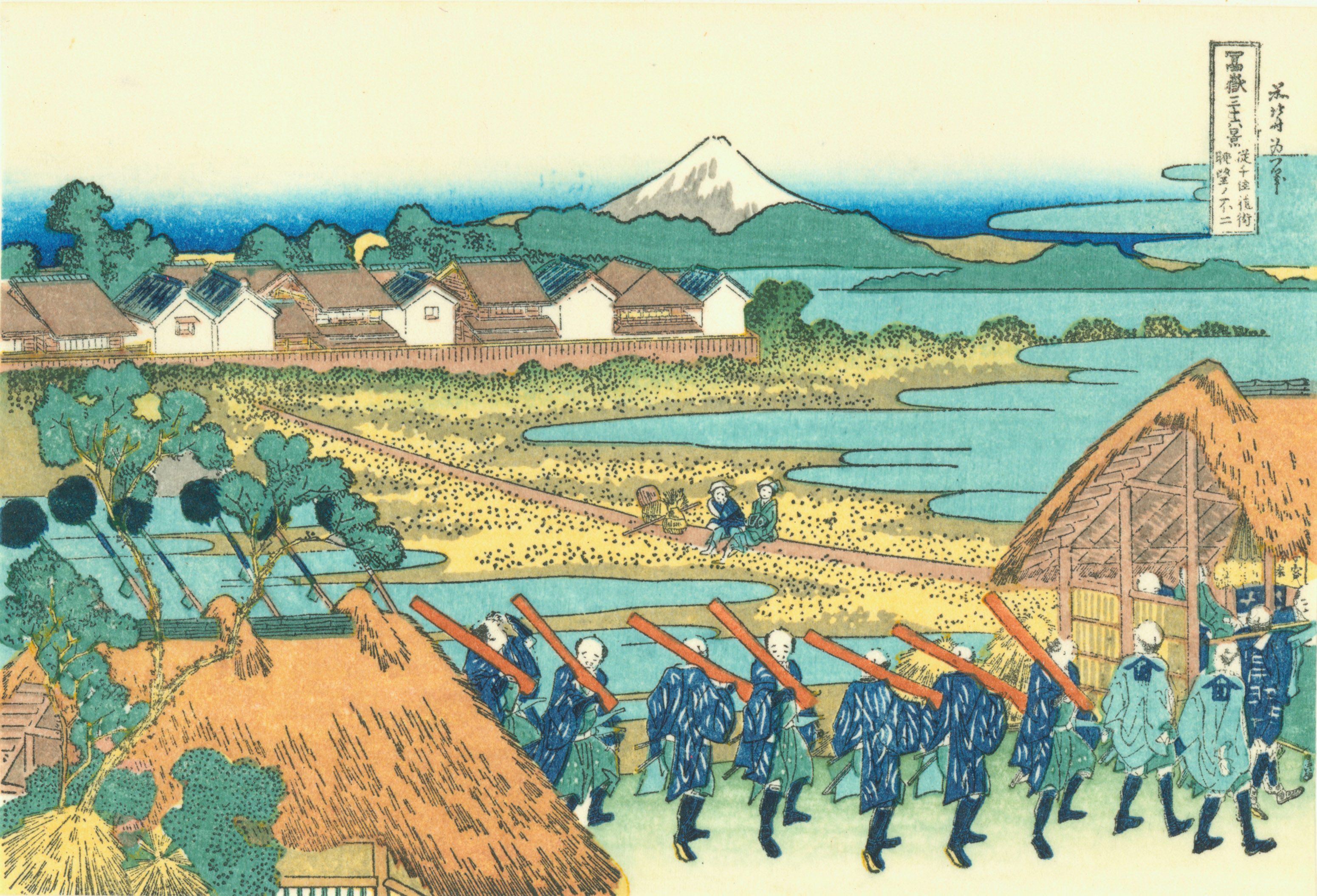
葛飾北斎「冨嶽三十六景 従千住花街眺望ノ不二」

千住宿は、『新編武蔵風土記稿』にて、千住宿の規模やその商業的な賑わいや旅行者の往来について記録されている。
江戸市街の喉もとで奥州街道、水戸街道の始点として、日光・東北方面への旅人で賑わったという。幕末期には家は2,400軒近い。人口は約1万人に達する江戸四宿最大級の宿場町になった。文政4年（1821年）の調べによると、江戸参勤の大名は、日光街道4、奥州街道37、水戸街道23、計64の大名が千住の宿を往来していた。
千住の宿場町
千住の宿場町の構成は、千住二丁目と掃部宿に残る文政6年（1823年）の記録がある。職業が明らかなものだけについてみると、鮒屋8軒、穀屋、八百屋、胡粉屋、百姓各2軒、餅屋、肴屋、桶屋、紫刈屋、鍵屋、鍛冶屋、棒屋、左官、大工、鯉屋、わら屋、湯屋、木材屋各1軒である。その他職業が分らないもの23軒、宿屋は「岡場所考」にあるだけでも45軒といわれている。一角には接骨医として著名な名倉家が診療所を構え、患者で賑わっていたという。宿場の外れには小塚原刑場が設置され、寛文7年（1667年）には、刑場付近の土地は回向院に与えられ、子院を建てた回向院は刑死した人の埋葬と供養を行った。
『日光道中宿村大概帳』によると、天保14年（1843年）千住宿には本陣1軒、脇本陣1軒、旅籠55軒が設けられていた。宿内の家数は2,370軒、人口は9,456人であった。その他、掃部宿には「一里塚」、「高札場」、千住一丁目に「問屋場 貫目改所」が設置された。元禄9年（1696年）には不足する人馬を周辺の村々から集める助郷制が定められた。

### 千住宿の廃止
助郷制度の廃止と陸運会社の成立

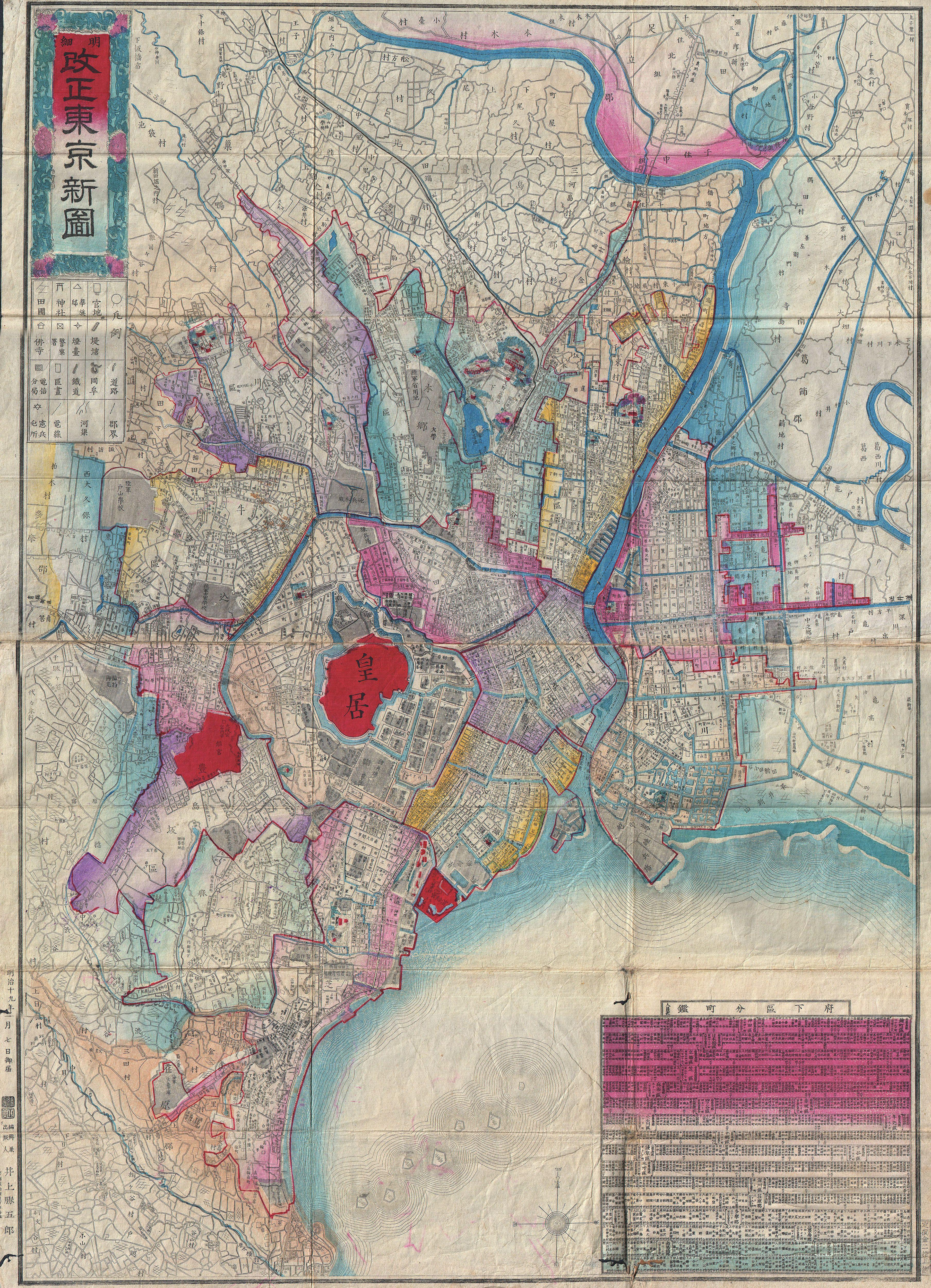
明細改正東京新図 1886年（明治19年）
右上に千住が確認できる。荒川北岸に千住北組・中組があり、南岸に南組があり、陸前浜街道（水戸街道）が千住北組で奥州街道から分岐している

明治時代になると、助郷制度が廃止され、代わりに陸運会社が置かれていった。
明治初期には、交通の面に関していえば旧幕府時代の本陣、問屋場や弊害の多かった徳川幕府が諸街道の宿場の保護、および、人足や馬の補充を目的とした助郷制度等の封建的な交通機構は廃止された。明治4年に政府は従来の伝馬所を廃止し、各宿駅に陸運会社を設立した。
町村の再編成
明治時代には、明治維新による1878年（明治11年）地方制度に関する太政官布告「郡区町村編制法」の施行　および1888年（明治21年）「市制及町村制」を経て、千住南組を東京府北豊島郡南千住町、本宿であった千住北組、新宿であった千住中組は併合して同府南足立郡千住町とし郡役所を同町に置いた。千住大橋を境に再び南北に分離され、現在では北側は足立区、南側は荒川区に属している。

## 物資流通・商業施設
千住宿は日光街道および奥州街道の初宿で、水戸街道はここから分岐していた。荒川・綾瀬川が付近で交差していたことから水運（特に舟運）の中継地点として橋戸河岸（千住河岸）が置かれていた。また、河原町には千住青物市場（やっちゃ場）が設置されていた。このように、内陸交通の分岐地点、水運交通の中継地点、問屋の集中などから、江戸に物資を運び込むための中継地点としても発展した。

### 千住青物市場
千住青物市場、問屋、そして産物
千住青物市場は、江戸に物資を運び込むための中継地点としても発展した。『南足立郡誌』によると、千住青物市場は後陽成天皇の天正年間（豊臣秀吉時代）に始まったという。この地は荒川に沿い関屋の里と称していたが、この時期は部落とされるものでなく人家の散在し、農家や漁夫により農産物、川魚の交換が行われた村に過ぎなかった。しかし、奥州街道、水戸街道の交通の要所となったことにより、戸数が増加したとある。
江戸時代、神田・駒込・千住の三市場は幕府の「御用市場」として青物を上納していた。『南足立郡詩』によると、享保20年（1735年）3月市場の、『継続書記録』には後光明天皇の正保（徳川家光時代）、後西院天皇の明暦（徳川家綱時代）年間にはすでに市場として営業していた。千住大橋の架橋に伴い、農産物・川魚の中継地点となり、明暦より中御門天皇の享保（徳川吉宗時代）の時期には農産物・川魚などの産物が集合・出荷されており、幕末には、武蔵、上総、下総、常陸方面の農産物も集まり繁栄した。幕府の御用品を調達していたという。
千住青物市場には問屋が集まった。『南足立郡誌』によると江戸時代には、千住市場は毎朝五穀、前栽物および川魚の市を開かれていた。問屋は米穀問屋を中心に、玄米を扱った黒米問屋、前栽問屋、川魚問屋があった。前栽問屋には蓮根慈姑問屋、芋類を専門とした土物問屋、菜類・胡瓜を専門とした葉柄問屋の三種類あった。蓮根慈姑問屋・土物問屋の農産物は千住宿周辺および埼玉地方を中心で、葉柄問屋の産物は中川沿岸より江戸川付近を主要産地であった。
幕府御用達の納品は川魚の外 、蓮根慈姑芋類などがあり、これを納める問屋総代、納品の上に御用札を建て、御用品を江戸橋の御納屋に調達した。納品当市場にて御用品が不足するときには、神田市場などから物品を調達し納入していたという。また、幕府御用達の納品の調達は、千住市場または神田市場から納品する際には、大名行列であっても、その理由を問わずともこれを横切る事があったという。
千住宿周辺の産物には、農産物、川魚類などがあった。農産物は、千住宿周辺の農村で生産・出荷され、千住青物市場を通して出荷圏も拡大した。江戸時代に千住宿周辺で栽培された野菜類には、西新井村・江北では「せり」。小右衛門新田では「里芋」。葛飾郡・荏原郡と並んで足立郡では「かぶ」、「千住ねぎ」の名で知られる「ねぎ」。舎人村では「くわい」。その他「はす」、「小松菜」、「みつば」、「京菜」、「きうり」、「しろうり」、「枝豆」、「ゆり根」（食用ゆり）などが栽培出荷されたという。川魚類は、安政四年（1857年）の『河魚問屋仲間議定書』によると、江戸御丸御用は川魚類でも鱧 （鰻 ）、鰌（どじょう）などがあったという。
また、千住、梅田、西新井の農村には、発祥地の浅草が市街地化に伴い、紙すきを農業の副業としていた。このことは、『新編武蔵風土記稿』の記述からも伺うことができる。

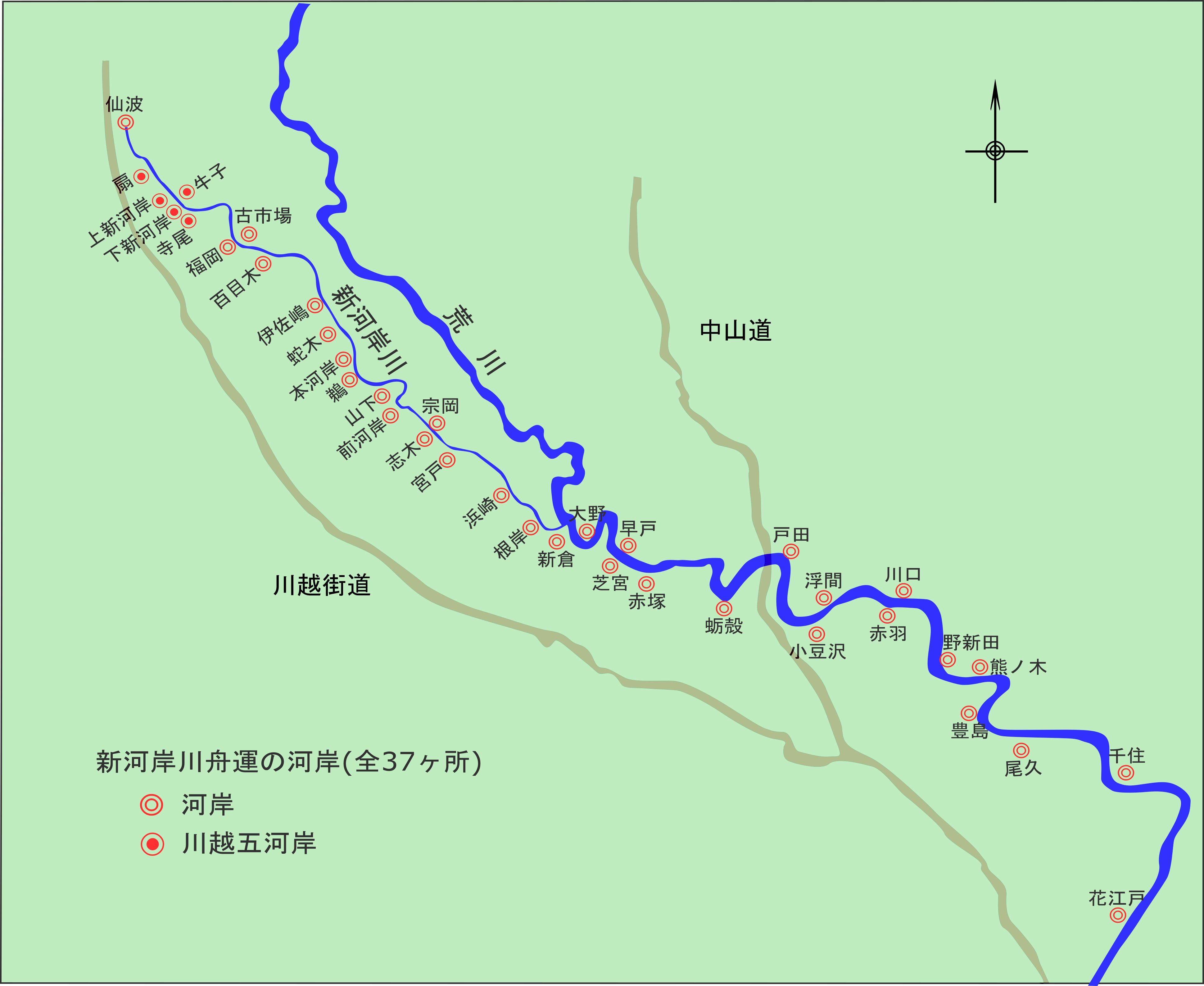
荒川・新河岸川の河岸場の位置。

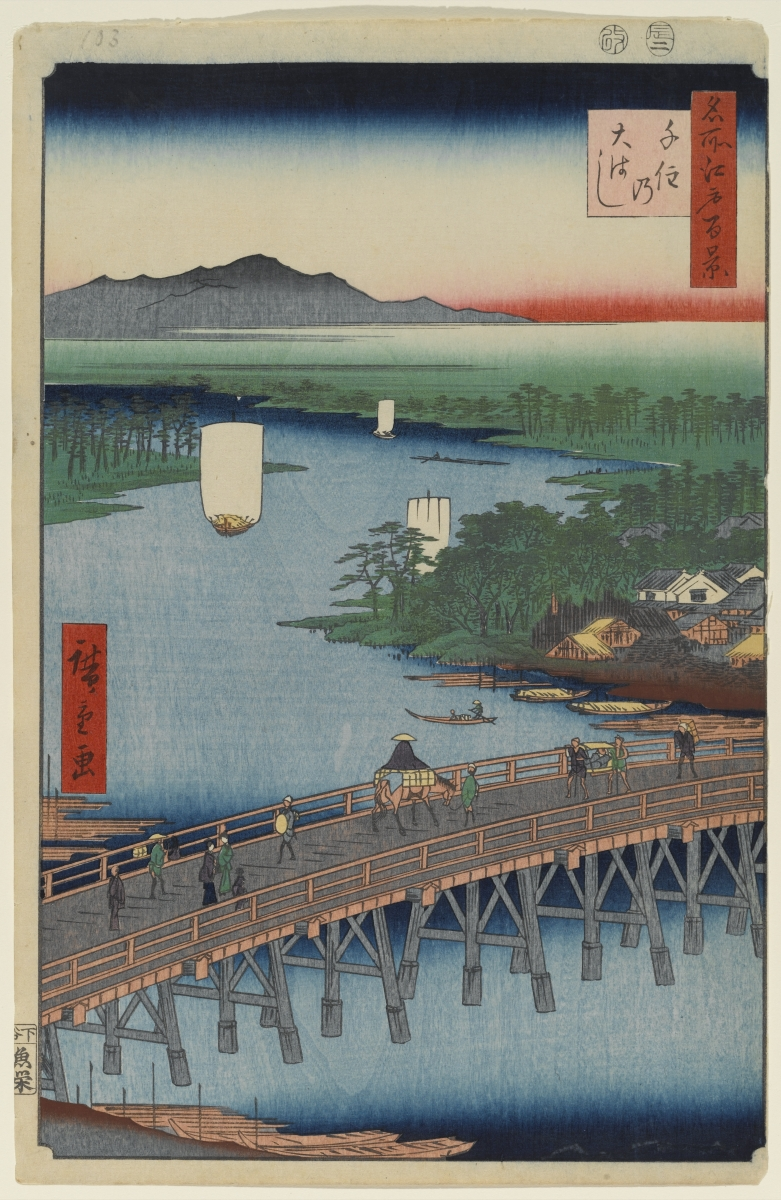
歌川広重作 名所江戸百景より「千住の大はし」
荒川に千住大橋が架けられ、両岸の船着き場には高瀬舟・平田舟が止められ、南岸には材木が置かれている

### 橋戸河岸
河岸場、材木、そして物資流通
橋戸河岸（千住河岸とも言われる）は、千住近隣に交差する綾瀬川・荒川（新河岸川）に置かれた河岸場である。江戸時代には、河川舟運が発達し、河川の岸に船着場が置かれ物資の積み上げ・下しが行われた。千住では、千住大橋近隣にて、橋戸河岸が置かれ、河川舟運により、物資の中継基地として、綾瀬川・荒川からの舟が発着していた。荒川では、川越から江戸へ物資の往来をしていた新河岸川舟運があった。
新河岸川舟運は、寛永十五年（1638年）川越城主堀田正盛が東照宮再建の資材運搬のために荷揚場を設置したのが端緒とされ、
橋戸河岸では、「秩父から荒川の水運を利用して高瀬舟で運ばれてきた材木を取り扱う家が並んだ」という。荒川の水運を利用した材木の由来とその経緯、材木問屋の発達とその活躍については、荒川区教育委員会『千住の河岸』の看板の記載から伺うことができる。
材木、材木問屋は、千住周辺、特に千住大橋と隅田川での状況は、江戸絵画でも表現されている。歌川広重の『名所江戸百景』「千住の大はし」でも、千住大橋のそばに船着き場と材木が置かれている状況が描かれている。また、斎藤月岑の『江戸名所図会』隅田川上流「千住川・千住大橋」では、船着き場と材木、材木問屋が表現されていることから、千住の河岸場が物資の集積地であり、江戸市中へ物資が運ばれる中継地点であったことが伺われる。
材木、材木問屋がある千住などでは、近世中期以降材木流通の成長があった。江戸時代の材木流通は、深川が材木取引の中心となっていた。しかし、近世中期以降成立した筏宿と山方荷主との直接取引により、千住などの江戸周辺市場の著しい成長が見られ、深川を中心とする江戸材木問屋の衰退が進んだという。
物資流通は、荒川・新河岸川・綾瀬川を利用した河川舟運が盛んであった。運搬された主な物資は、川越五河岸の船積み荷物によると、江戸より登ってくる上り荷が、麻や綿及び織物や染物に関する原材料、荒物・小間物類の日常品、砂糖・酒・酢・塩魚類の食料品、肥料（干鰯・糠・木灰・油粕）・塩・石などが多かった。江戸への下り荷が、米・麦・雑穀の俵物、材木・戸障子・木炭・石灰、醤油・油などがあった。その中で材木の産地は青梅・飯能・名栗・越生方面が中心であり、石灰の産地は青梅・飯能周辺が中心であったという。

### 近代以降
明治時代になると、千住は水利の好条件を生かし発展した。舟便のよいことが近在農村に広く知られるようになり、また、千住青物市場（やっちゃ場）は江戸時代から継続して行われ、昭和20年代まで青物、川魚の朝市が毎朝のように開かれていた。
また、1879年（明治12年）官営千住製絨所が南千住側に創設された。1897年には日本鉄道により常磐線の貨物支線に隅田川駅（貨物駅）（現東日本旅客鉄道・日本貨物鉄道所属）が設置された。そして、1905年（明治38年）には、東京電燈株式会社により千住火力発電所が置かれた（初代1905年（明治38年）-1917年（大正6年）（北豊島郡南千住町）、2代目1926年（大正15年）-1964年（昭和39年）（南足立郡千住町））。

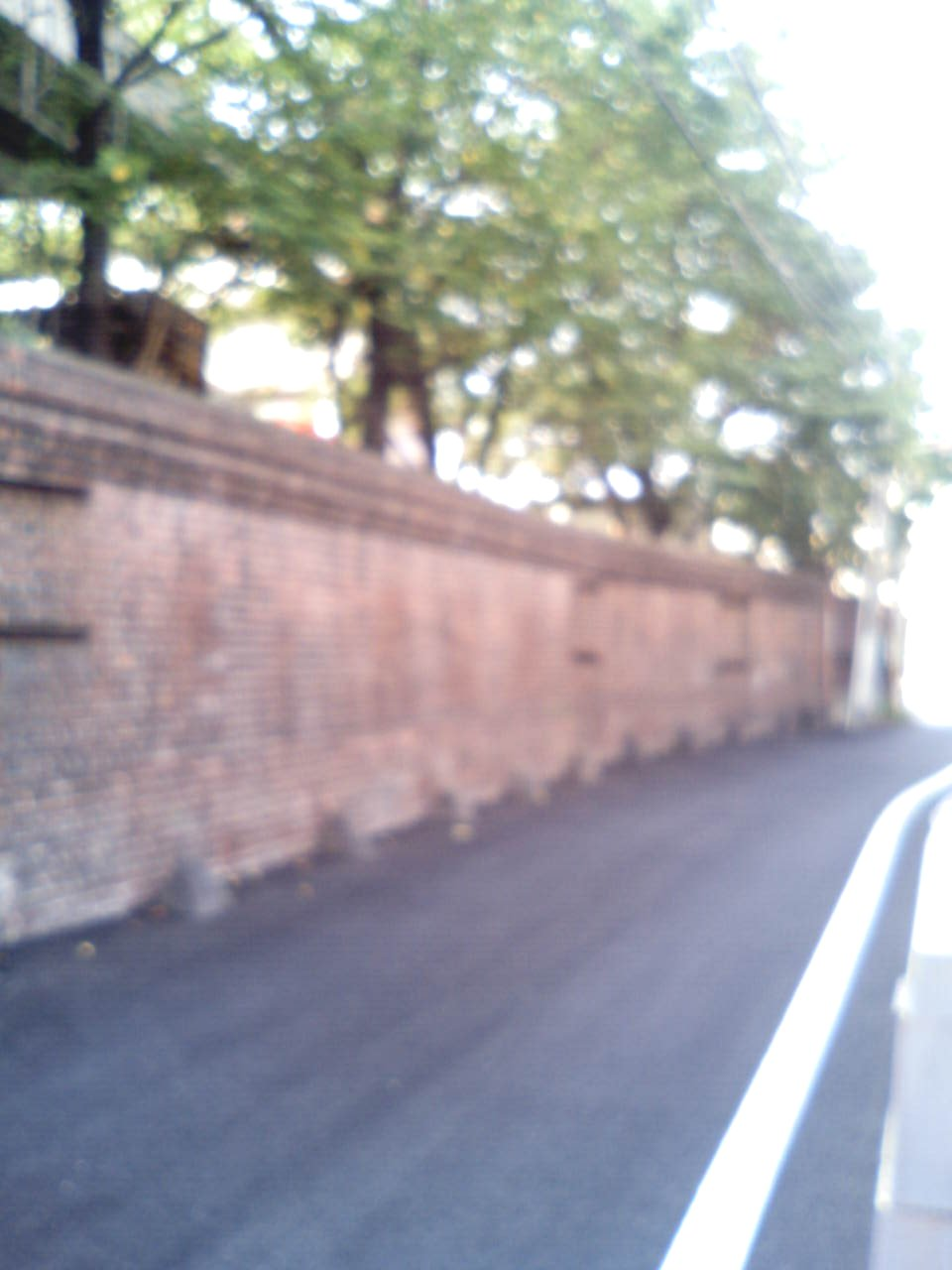
千住製絨所跡。
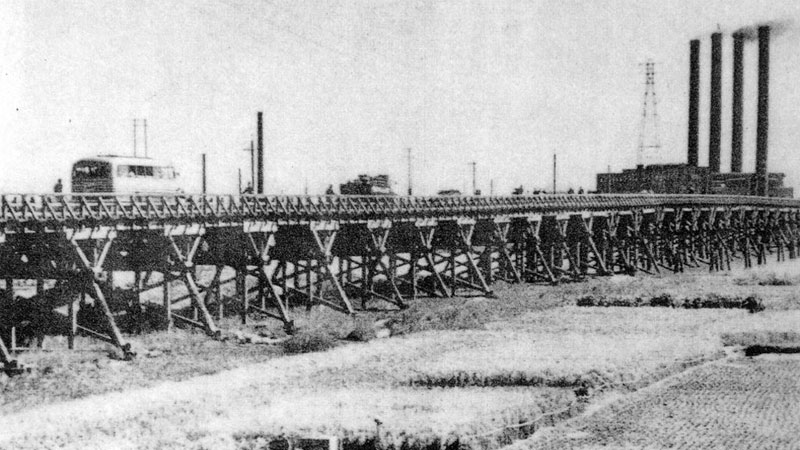
千住火力発電所。
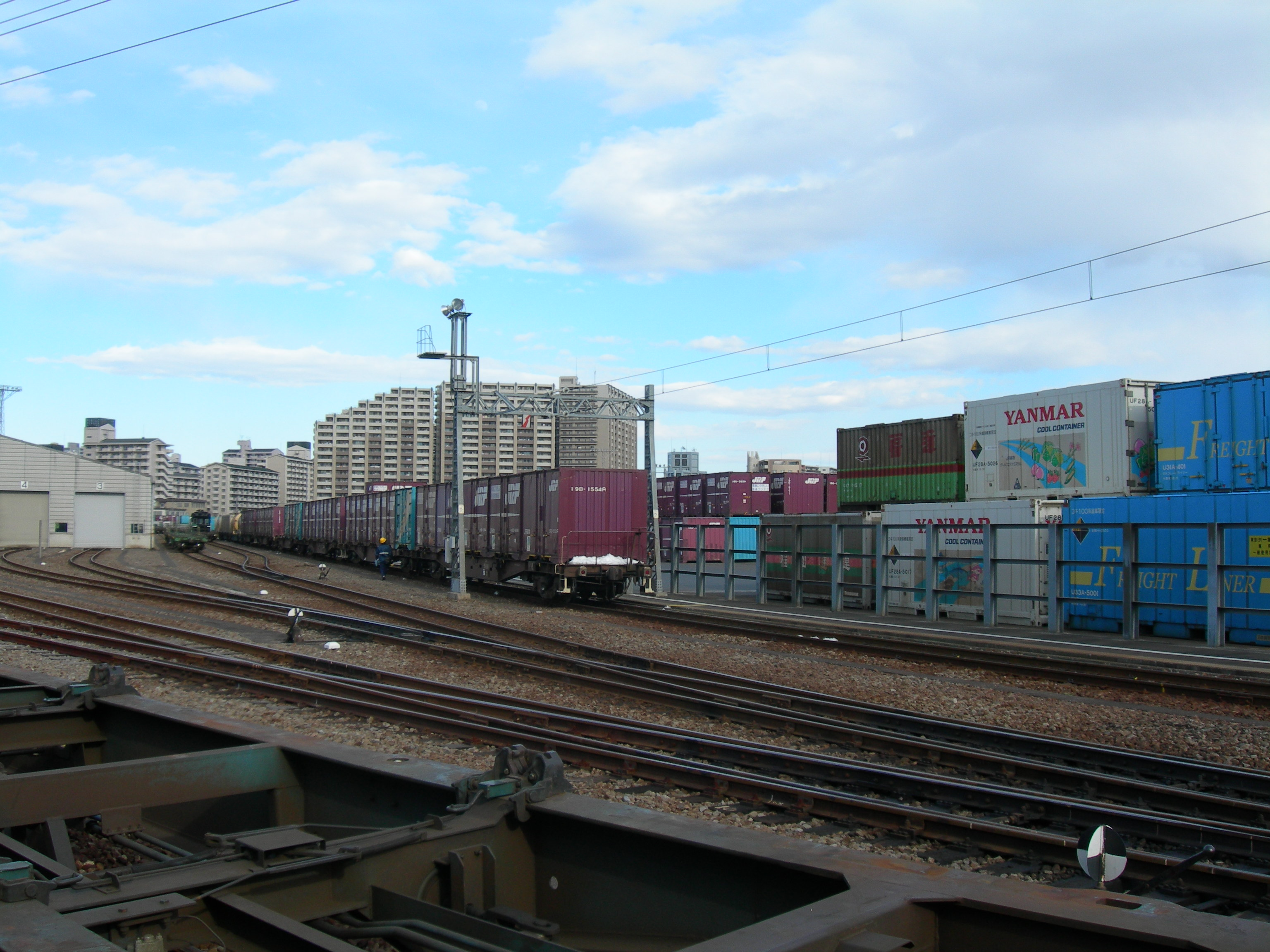
JR貨物隅田川駅。
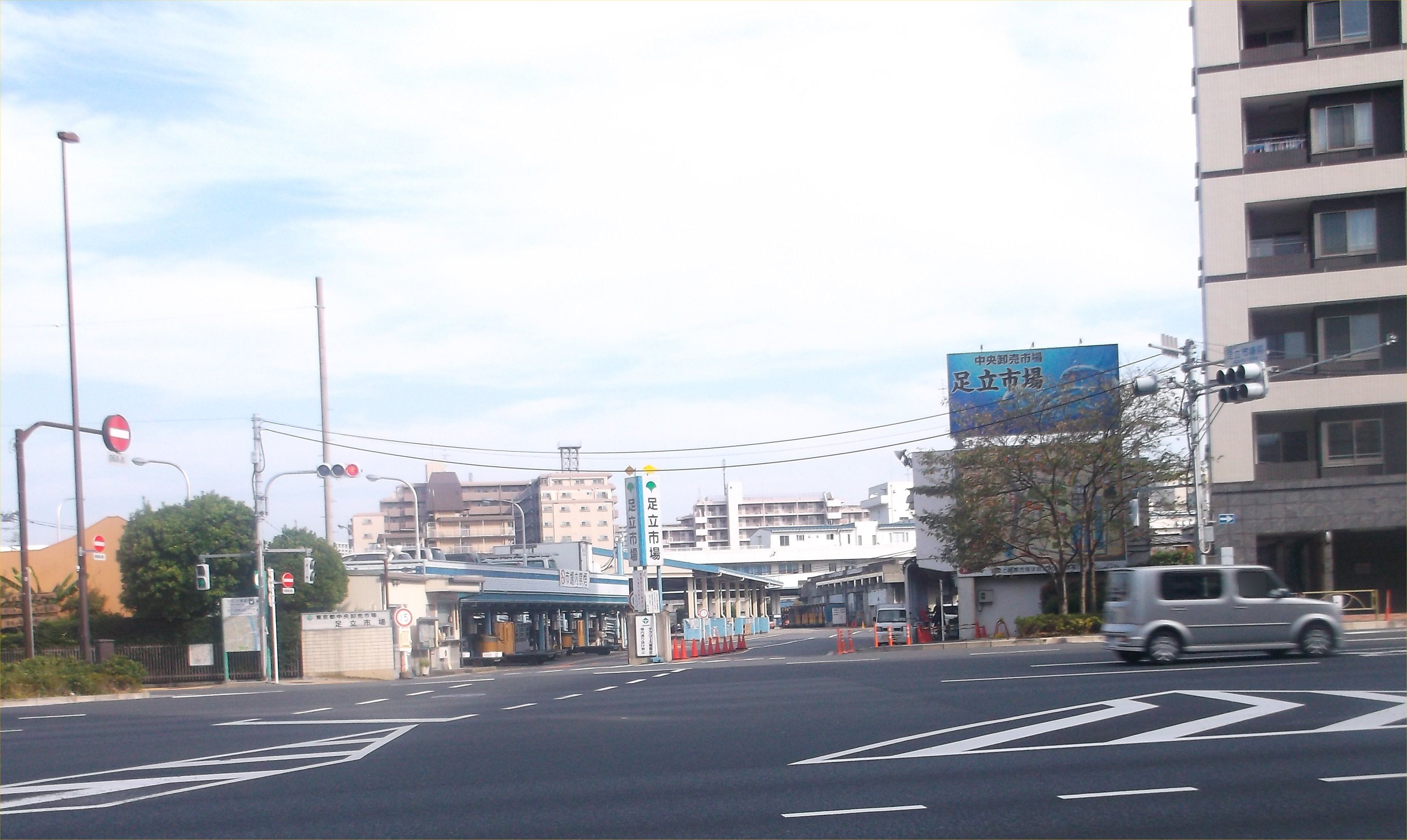
東京都中央卸売市場足立市場(2014)。

### 岡場所（遊郭）

#### 近世
千住宿は江戸四宿であったことから、品川宿、板橋宿、内藤新宿に並び、宿屋（旅籠）には幕府公認の飯盛女（私娼）が置かれ、江戸周辺の遊郭の一つとして発展した。
岡場所とは、江戸時代唯一の幕府公認の遊廓である吉原に対して、それ以外の非公認の遊郭の総称である。江戸では私娼を置くことは御法度であったが、実際には千住宿・品川宿・板橋宿・内藤新宿といった江戸四宿には、準公認の飯盛女（飯売女・飯売）が置かれていた。これらの岡場所のルーツとなるものに、代表的なものが湯女というものがいたという。江戸時代で岡場所の最盛期となるのは、宝暦―天明年間（1751年―1788年）という。江戸四宿の岡場所は、明和元年（1764年）に、品川宿、千住宿、板橋宿の飯盛女の制限が大幅に緩和されたことが『品川宿食売増人御免一件之書留』から確認することができる。その後、明和9年（1772年）に廃駅とされていた内藤新宿が再興され、大幅の飯盛女が許可された。
千住宿の宿屋は「岡場所考」にあるだけでも45軒といわれている。これらの家族、使用人、問屋役などの他に、旅籠1軒に原則的には2人まで許された飯売女など多くの人が集中し、経済の中心地を形成していた。 当時、新河岸川舟運には船頭が唄った「千住節」 があった。「千住節」とは、千住宿にあった遊郭からはやったもので、二人の船頭が合いの手を入れて口から出まかせに唄ったものであり、その中には、「千住女郎衆はいかりか綱か 上り下りの舟とめる」という一節があった。

#### 近代以降
明治時代になると、岡場所は遊郭となった。1871年（明治4年）7月17日、千住黴毒院（ばいどくいん）が開設され、宿娼妓に梅毒検査が行なわれている。『経済及統計』（内務省・明治23年2月）によれば、1883年（明治16年）の千住宿の売娼妓数374人、買客数43,000人、1888年（明治21年）にはそれぞれ466人、65,000人との記録がある。いずれも二廓四宿においては内藤新宿、板橋宿を上回っていた。

## 刑罰施設

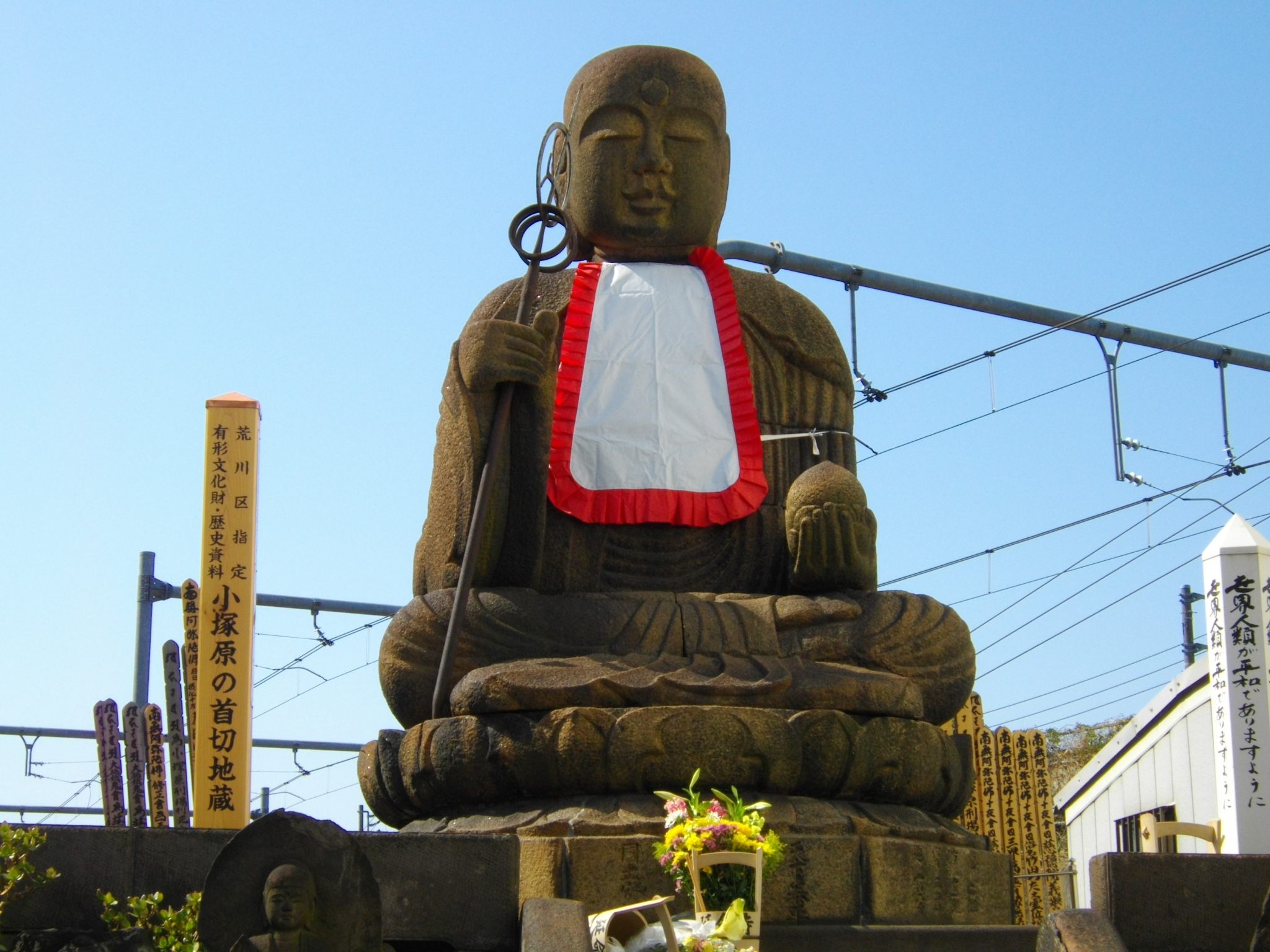
小塚原刑場の首切地蔵

江戸北端の刑場は千住宿の小塚原町に置かれ、また小塚原には回向院が設置され死者の埋葬と供養が行われた。また、小塚原刑場では江戸では、小塚原刑場と小伝馬町牢屋敷でのみ行われていなかった腑分があったことから、杉田玄白などによる『ターヘル・アナトミア』の日本語訳の際、小塚原刑場で見学され、『解体新書』の刊行が行われた。

### 小塚原刑場
慶安4年（1651年）千住宿小塚原町（現荒川区南千住）には、「小塚原刑場」が位置づけられた。小塚原の仕置場では磔刑・火刑・梟首（獄門）が執行された。小塚原刑場では腑分けも行われた。江戸の刑場には小塚原刑場の他に、東海道沿いにあった鈴ヶ森刑場（東京都品川区南大井）、大和田刑場（八王子市大和田町大和田橋南詰付近）があった。鈴ヶ森刑場、大和田刑場で腑分けをした記録はなく、また町奉行による小塚原と腑分けについて求めることができる文書はないが、腑分けが行われたのは小伝馬町牢屋敷（日本橋小伝馬町）と小塚原刑場であったといわれている。
寛文9年（1699年）には、下谷浅草の各宗派寺院内にあった五三昧（火葬寺）19の寺が小塚原に移転し、19世紀初頭に、江戸の町の北の地に一大火葬埋葬センターとなった。
明治初期に西欧と対等の人権基準を設ける必要に迫られた新政府が廃止したが、創設から廃止までの間に合計で20万人以上の罪人がここで刑を執行されたという。

### 回向院

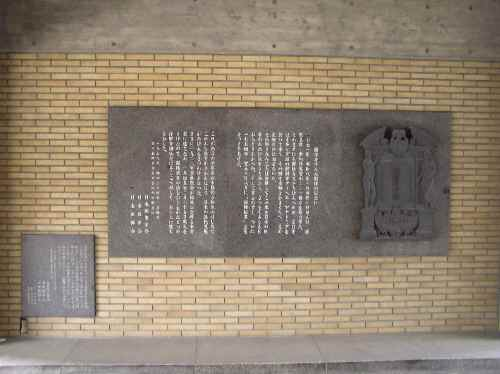
観臓記念碑

回向院は、明暦3年（1657年）1月の明歴の大火（振袖火事）の犠牲者を葬るために幕府が建立した寺であった。万治年間（1658年－1661年）町奉行により、牢死者・行旅人の埋葬を命ぜられた。寛文2年（1662年）町奉行から小塚原町の仕置場に寺地を与えられて、別院（常行堂）を建立し埋葬された者の供養した。寛保元年（1741年）には高さ3mほどの首切地蔵が建てられた。文政5年（1822年）、南部藩の臣・相馬大作（下斗米秀之進）がここで処刑されて以後、国事犯の刑死者の死体をここに埋めることになり橋本左内、吉田松陰、頼三樹三郎等安政の大獄で処刑された志士たちもここに埋葬されている。

### 『解体新書』
『解体新書』とは、杉田玄白・前野良沢により刊行されたヨハン・アダム・クルムスの『解剖表』の日本語訳である。明和8年3月4日（1771年4月18日）で小塚原刑場で行われた腑分けがあり、杉田玄白・前野良沢を誘い見学をおこなったことにより、西洋医学の導入のきっかけとなる『解体新書』の翻訳が行われた。
両者は、クルムスの解剖書を持参し、小塚原刑場で行われた腑分けを見学し臓器と解剖図が非常によく似ていることから、ドイツ人ヨハン・アダム・クルムスの『解剖表』（ターヘル・アナトミア）の蘭訳本を日本語訳が行われることとなった。
安永3年（1774年）杉田玄白によって『解体新書』（本文4巻、付図1巻）が発行された。

## 文化

### 行楽地
千住宿周辺の行楽地は、江戸時代中頃に誕生した江戸周辺の行楽地の一つである。
千住宿周辺の行楽地とされたものには、西新井大師、大鷲神社(おおとりじんじゃ)、牛田薬師（西光院・さいこういん）、性翁寺(しょうおうじ)などの寺社、関屋の里(せきやのさと)、鐘ヶ渕(かねがふち)、綾瀬川など自然の美しい場所、千住大橋など千住宿周辺の交通の要に当たる場所であったことから多くの人びとが訪れた。千住周辺の名所は、自然発生的に名所となったものというよりも、人びとの手によって作られ、名所となっていった場所が多いことが特徴であったといわれている。千住宿周辺の行楽地は、江戸絵画・浮世絵でも描かれている。

### 浮世絵・絵画
江戸時代に成立した絵画である浮世絵や江戸絵画で数多くの風景画がのこされている。千住宿周辺の風景は、千住大橋や隅田川を題材にしたものが多い。その他、千住宿周辺の行楽地を題材とした数々の浮世絵・絵画が確認されており、有名なものに「冨嶽三十六景」（天保二年-四年（1831年-1835年）発表）、「名所江戸百景」、「隅田川八景」、「江戸名所図会」（天保5年-7年（1834年-1836年）などがある。
葛飾北斎『冨嶽三十六景』
『冨嶽三十六景』の千住周辺の図は「武州千住」、「隅田川関屋の里」、「従千住花街眺望ノ不二」がある。
『武州千住』では、農夫と馬の向こうには、大きな堰枠（せきわく）が描かれている。この堰枠は元宿圦（もとじゅくいり）に設けられた元宿堰であることから、現在の、足立区千住桜木1丁目と2丁目の境、帝京科学大学入口交差点付近の景色を描いたものという。『隅田川関屋の里』では、人馬が走る道があり、これは石出掃部介の新田開発によって元和2年（1616年）に築かれた掃部堤（かもんづつみ）である。現在では墨堤通りとよばれている道である。中央には千住仲町の氷川神社が描かれているという。現在の足立区千住仲町から千住関屋町付近に相当する。『従千住花街眺望ノ不二』は小塚原町・中村町に相当する図という。
斎藤月岑『江戸名所図会』
『江戸名所図会』は、江戸時代を代表する地誌で、江戸名所の集大成といわれ、天保五年（1834）に三巻と天保七年（1836）の二度に分け、7巻20冊が刊行された。千住周辺は、第六巻・第七巻に収録されている。第六巻には、　「六阿弥陀廻（ろくあみだめぐり）」、「光茶銚（ひかりちゃがま）」、「西新井大師堂」、「千住川」などがあり、第七巻には　「新宿渡口（にいじゅくわたしば）」、「関屋天満宮」などが収録されている。
歌川広重『名所江戸百景』
- 『名所江戸百景　千住の大はし』
- 『名所江戸百景　綾瀬川鐘ヶ渕』

歌川広重二代『江戸名勝図会』
- 『江戸名勝図会　関屋の里』

### 文化人
千住宿は、奥州街道・日光街道の初宿であることから旅人が宿をとった。江戸四宿の一つであり江戸在住の文化人との交流がある地でもあった。そして、千住宿には多くの文化人の往来があった。

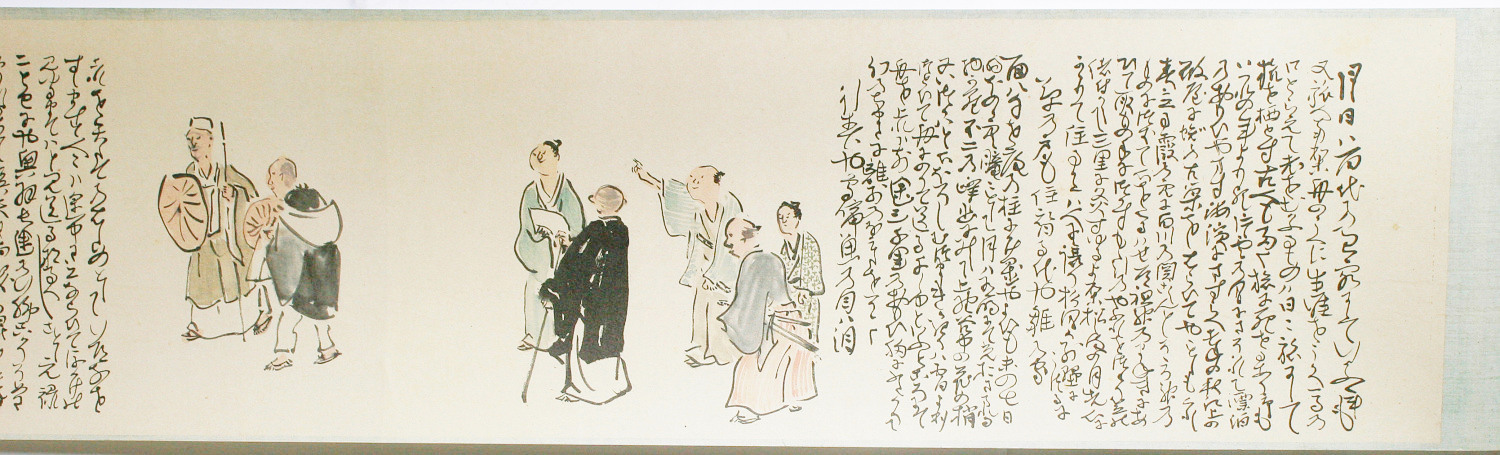
蕪村画　おくのほそ道

#### 松尾芭蕉
松尾芭蕉の『おくのほそ道』は、元禄文化期に活躍した俳人による紀行文である。松尾芭蕉の『おくのほそ道』は、元祿二年（1689年）深川の芭蕉庵を出発し、門人に見送られ、彼等と千住で別れる時に「行く春や鳥啼き魚の目は泪」を詠み、それを「矢立てのはじめ」として、そこから旅が始まったという。

#### 下谷の三幅対
下谷の三幅対とは、江戸時代後期の下谷（江戸府中）在住の酒井抱一、谷文晁、亀田鵬斎の3人を指す。三人は多くの人たちと交流があり、千住宿周辺でも建部巣兆、山崎鯉隠との交流があった。千住宿周辺で活躍した文化人には江戸琳派の祖である酒井抱一に弟子入りした中野其豊、村越其栄、村越向栄、画家谷文晁の門下には船津文淵、河内半蔵がいた。亀田鵬斎も千住周辺にゆかりのある人物だった。

下谷の三幅対と関係者の肖像画・作品
酒井抱一の銀屏風 「風雨草花図」 （通称:「夏秋草図屏風」、右隻）
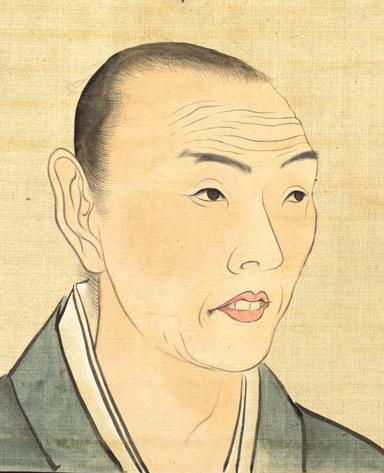
谷文晁 近世名家肖像
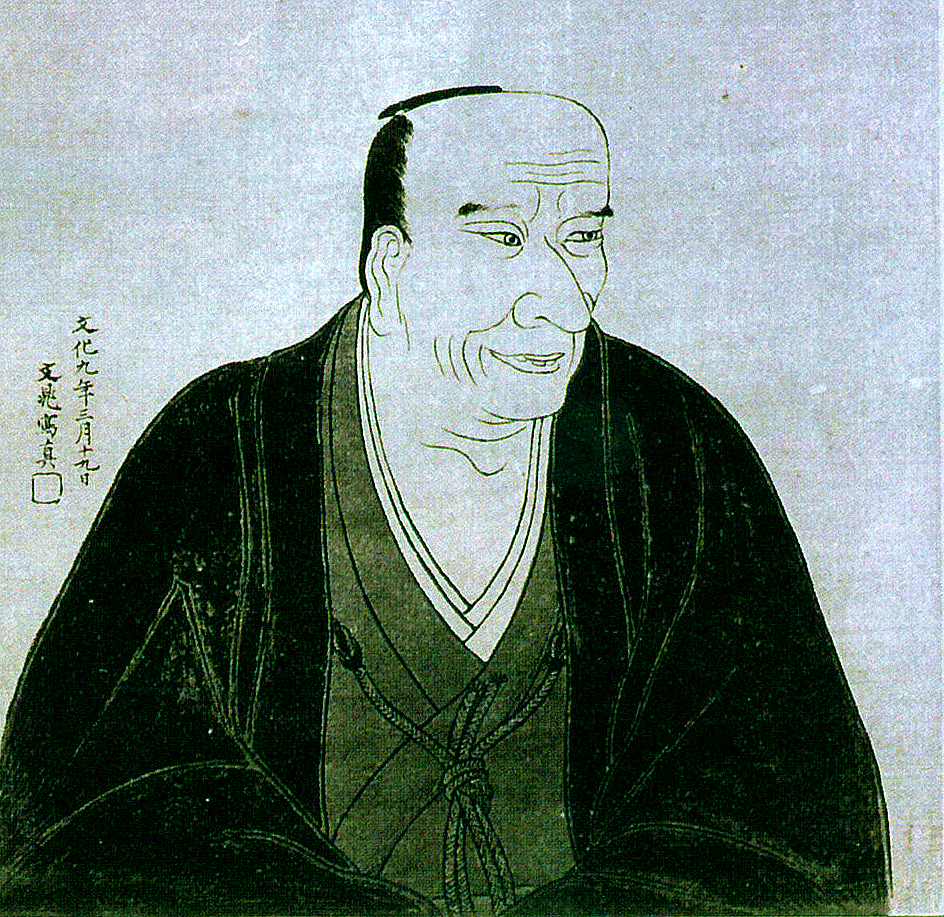
亀田鵬斎像　谷文晁画
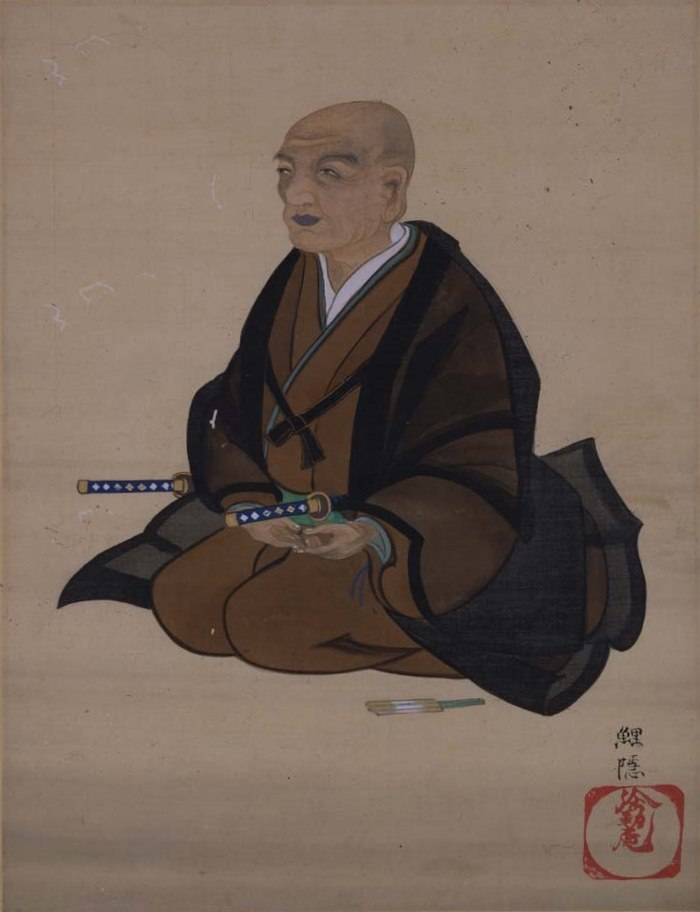
建部巣兆　鯉隠筆
舩津文渕　金地着色「四季草花小襖」嘉永6年（1853年）
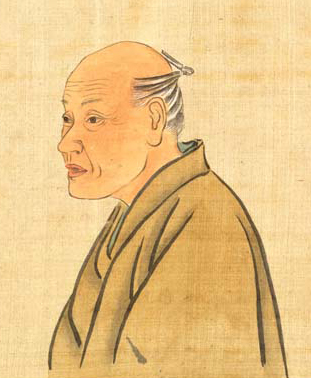
大田南畝 近世名家肖像

千住酒合戦
千住酒合戦とは、文化12年（1815年）10月21日、千住宿の飛脚問屋の中屋六衛門の六十の祝いとして催された。現在の千住一丁目にあった飛脚宿であり、会場を中屋とした。審査員として、下谷の三福対である江戸琳派の祖の酒井抱一、絵師の谷文晁、儒学者・書家の亀田鵬斎の他、絵師谷文一、戯作者の大田南畝など、著名人が招かれた。酒合戦の時には、看板に「不許悪客下戸理窟入菴門」と掲げられた。この酒合戦は競飲会であり、厳島杯（5合）、鎌倉杯（7合）、江島杯（1升）、万寿無量杯（1升5合）、緑毛亀杯（2升5合）、丹頂鶴杯（3升）などの大杯を用いた。亀田鵬斎の序文（『高陽闘飲序』）によれば、参加者は100余名、左右に分かれた二人が相対するように呑み比べが行われた、1人ずつ左右から出て杯をあけ、記録係がこれを記録した。
千住酒合戦に関する記録は多数あり、『高陽闘飲図巻』:『高陽闘飲序』亀田鵬斎、『後水鳥記』 谷文一・大田南畝、『擁書漫筆』三 小山田与清（高田與清）、『酒合戦番付』、『千住酒合戦』（木版）、そして『街談文々集要』（万延元年（1860年）序） 石塚重兵衛（号：豊芥子）などがある。

#### 建部巣兆
建部巣兆は、江戸時代中後期の俳人、絵師で、千住河原町に在住した。「千住宿」の掃部宿、河原町、橋戸町の住人を中心に構成された俳諧集団「千住連」を率い、俳諧活動を行った。夏目成美（なつめせいび）・鈴木道彦（すずきみちひこ）・小林一茶（こばやしいっさ）を始め、義兄の亀田鵬斎、酒井抱一、大田南畝との交流があった。
建部巣兆の主要な作品には「蛍狩図」、「江戸十二ヶ月　吉原」、「江戸十二ヶ月　向島」、「江戸十二ヶ月　浅草」、「盆踊図」、「芭蕉像」、「俳画　冨士詣」、「西行庵図」などがある。

#### 小林一茶
小林一茶は、江戸時代中後期の江戸時代を代表する俳諧師の一人である。千住宿在住の建部巣兆との交流があった。
炎天寺（足立区六月）に小林一茶の句にゆかりあると伝えられている俳句がある。
- 「やせ蛙まけるな一茶是にあり」（文化十三年四月）
- 「蝉なくや六月村の炎天寺」（文化十三年九月）

#### 安藤昌益
安藤昌益は、江戸時代中期に、現在の青森県八戸市に住み、町医者をしながら、他に類を見ない独創的な思想を生んだ思想家と言われる。主要な著作物に『自然真営道』があった。
1899年（明治32年）江戸時代の思想家安藤昌益の著書『自然真営道』が狩野亨吉により発見された。『自然真営道』はもともと足立区千住の穀物問屋「藁屋」の橋本律蔵（1824年-1882年）が旧蔵していたものであった。それが古書店に買い取られ、そこで狩野の知るところとなったという。

## 災害

### 火事
江戸時代、江戸では頻繁に火事が発生した。その中で、江戸から千住宿にまで及んだ火事もあった。吉原健一郎作成の「江戸災害年表」 によると、 享保6年（1721年） 1月から3月のあいだに江戸では比較的大きい火事が6度あったと言われている。その中で、千住宿まで被害が及んだ火事は、5番目3月3日の火事で神沼三河町より出火し、 強い南西風のために延焼し、下谷 ・浅草 ・千住などの70町余に被害が及んだという 。

### 安政江戸地震
安政2年（1855年）11月11日9時頃、安政江戸地震が起こり、関東一円に被害をもたらした。千住宿もその被害にあっており、地震による焼失面積は千住周辺の箕ノ輪辺では19,215m2におよんでいたという。千住宿の安政江戸地震の被害は、成田山新勝寺の『江戸開帳諸用留』にて、家屋の全壊あるいは半壊があったことが記録されている。
また、『佐野家文書』（足立区立郷土博物館蔵）にも、千住宿周辺の被害の大きさが記録されている。

## 略年表
| 時代       | 世紀   | 元号      | 西暦          | 千住宿に関する出来事                                           |
| ---------- | ------ | --------- | ------------- | -------------------------------------------------------------- |
| 安土・桃山 | 16世紀 | 天正18年  | 1590年        | 徳川家康江戸入城。                                             |
| 安土・桃山 | 16世紀 | 文禄3年   | 1594年        | 千住大橋の架橋および奥州街道・日光街道の整備。                 |
| 安土・桃山 | 16世紀 | 慶長2年   | 1597年        | 千住町を人馬継立の地として指定。                               |
| 江戸       | 17世紀 | 元和2年   | 1616年        | 石出掃部介により新田開発、掃部堤の開発。                       |
| 江戸       | 17世紀 | 寛永2年   | 1625年        | 奥州街道・日光街道の初宿と指定。                               |
| 江戸       | 17世紀 | 慶安4年   | 1651年        | 小塚原刑場が小塚原町に設置。                                   |
| 江戸       | 17世紀 | 万治元年  | 1658年        | 掃部宿・河原町・橋戸宿の開発。                                 |
| 江戸       | 17世紀 | 万治3年   | 1660年        | 中村町・小塚原町の千住宿への加入。                             |
| 江戸       | 17世紀 | 寛文2年   | 1662年        | 回向院は町奉行より小塚原町の仕置場に寺地が与えられ別院の建立。 |
| 江戸       | 17世紀 | 元禄2年   | 1689年        | 松尾芭蕉の出発（『おくのほそ道』）                             |
| 江戸       | 17世紀 | 元禄9年   | 1696年        | 助郷制が定められる                                             |
| 江戸       | 17世紀 | 寛文9年   | 1699年        | 下谷浅草の五三昧19の寺が小塚原に移転。                         |
| 江戸       | 18世紀 | 享保20年  | 1735年        | （この頃には）千住青物市場が御用市場として営業。               |
| 江戸       | 18世紀 | 明和元年  | 1764年        | 千住宿に150人の飯盛女を置くことの許可。                        |
| 江戸       | 19世紀 | 文化12年  | 1815年        | 千住酒合戦。                                                   |
| 江戸       | 19世紀 | 天保2-4年 | 1831年-1835年 | 葛飾北斎『冨嶽三十六景』の発表。                               |
| 江戸       | 19世紀 | 天保5-7年 | 1834年-1836年 | 斎藤月岑『江戸名所図会』 の発表。                              |
| 江戸       | 19世紀 | 天保14年  | 1843年        | 宿場町の調査（『日光道中宿村大概帳』）。                       |
| 江戸       | 19世紀 | 安政2年   | 1855年        | 安政江戸地震。                                                 |
| 明治       | 19世紀 | 明治4年   | 1871年        | 伝馬所の廃止。                                                 |
| 明治       | 19世紀 | 明治11年  | 1878年        | 太政官布告「郡区町村編制法」の施行。                           |

## 名所・旧跡・接続道路等

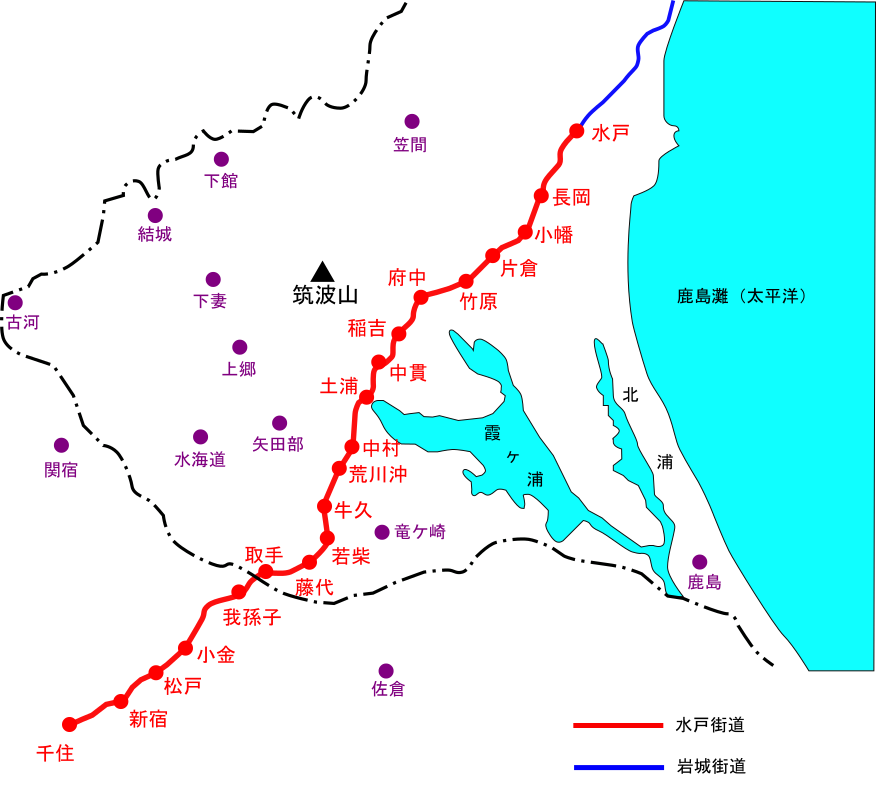
水戸街道

### 交通
隣の宿
- 日光街道・奥州街道

日本橋- 千住宿 - 草加宿
- 水戸街道・佐倉街道・成田街道

日本橋- 千住宿 - 新宿
- 赤山街道

日本橋- 千住宿 - 舎人宿
- 下妻街道

日本橋- 千住宿 - 大原宿